# Isaac Chansa
Isaac Chansa (Kitwe, 23 de março, 1984) é um futebolista da Zâmbia.

## Carreira
chansa integrou a Seleção Zambiana de Futebol que disputou o Campeonato Africano das Nações de 2013.

## Títulos
Zambia
- Campeonato Africano das Nações: 2012

### Power Dynamos
- Copa da Zâmbia : 2003
- Zâmbia Charity Shield : 2004
- Copa Zâmbia Coca Cola : 2003